# Erhvervsklatring
Erhvervsklatring (opstået fra det engelske rope access) opstået som arbejdsredskab på Olieboreplatforme. Her har erhvevsklatrene den funktion at styre det høje rør der bliver skubbet i undergrunden.
Erhvervsklatring er i dag blevet en fast bestanddel af arbejdsstyrken i den store byer. Banner montering, vinduespolering, rensning af tagrende, opsætning af forskellige elementer i byens skyline samt inspektion. Arbejdsformen er det unikke, hvor stillads og lift er unødvendigt. det er kun fantasien der sætter grænsen for hvad rope access kan benyttes til.
Der er flere uddannelseslinier indenfor feltet.
| Job | Spire Denne artikel om et job eller en stillingsbetegnelse er en spire som bør udbygges. Du er velkommen til at hjælpe Wikipedia ved at udvide den. |